# Walasse Ting

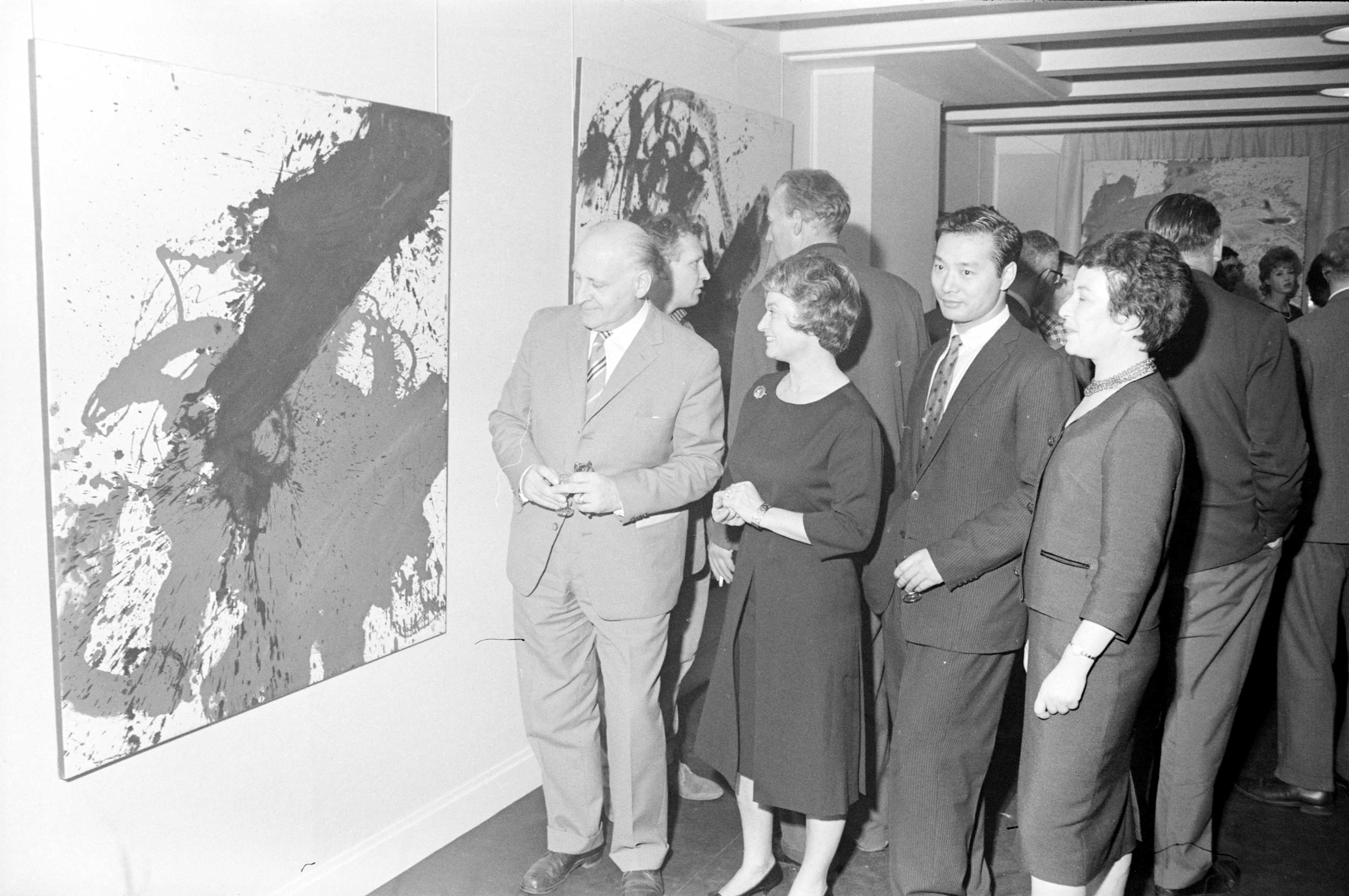
Walasse Ting met solo-expositie bij Galerie Espace te Amsterdam, 1960

Walasse Ting (Shanghai, 13 oktober 1929 – New York, 17 mei 2010) was een Chinees-Amerikaans kunstschilder.
Hij verliet China in 1946, heeft even in Hongkong gewoond en vestigde zich in 1952 in Parijs.
Daar ontmoette hij Karel Appel, Asger Jorn en Pierre Alechinsky. 
In 1957 ging hij naar Amerika en vestigde zich in New York, waar zijn werk werd beïnvloed door popart en het abstract expressionisme.
Vanaf 1989 woonde hij afwisselend in New York en in Amsterdam, waar hij samen met Appel een atelier had. In 2002 raakte hij na een hersenbloeding in coma, waarna hij werd verzorgd in een verpleegtehuis in Amstelveen. Twee weken voor zijn dood werd hij door zijn kinderen naar New York overgebracht waar hij op 80-jarige leeftijd overleed.
Ting werkte met acrylverf op rijstpapier. Hij schilderde veelal halfnaakte vrouwen die werden omringd door vogels, katten en andere dieren. Grote musea over de hele wereld bezitten werk van hem, onder meer het Stedelijk Museum in Amsterdam.
- Biblioteca Nacional de España: XX5524977
- Bibliothèque nationale de France: cb119266847 (data)
- Biografisch Portaal: 09757387
- Digitale Bibliotheek voor de Nederlandse Letteren: ting005
- Gemeinsame Normdatei: 118911481
- International Standard Name Identifier: 0000 0001 0797 6303
- Library of Congress Control Number: n89630168
- National Gallery of Victoria: 4090
- Nationale Bibliotheek van Israël: 987007513291505171
- Nederlandse Thesaurus van Auteursnamen: 073654671
- RKD-Nederlands Instituut voor Kunstgeschiedenis: 77597
- SNAC: w65q6nfk
- Système universitaire de documentation: 027163792
- Union List of Artist Names: 500019971
- Virtual International Authority File: 95209697
- WorldCat: E39PBJqw6RFtvyT494PBDrPWjC